# Veldrijden
Veldrijden of cyclocross is een vorm van wielersport die bedreven wordt op een grotendeels onverhard parcours. Deze sport is vooral in Nederland en België populair.

## Algemeen
In het veldrijden moeten de deelnemers, de veldrijders, met de fiets zo snel mogelijk een afgebakend parcours afleggen. In tegenstelling tot het wegwielrennen zijn grote delen van het parcours niet verhard en rijden de renners door bossen, over velden, sloten en zandwegen. Het is soms nodig de fiets op de schouders te nemen en ermee te lopen, bijvoorbeeld bij te modderige stukken of obstakels. De competitie vindt plaats in de herfst- en wintermaanden(oktober t/m februari).Een wedstrijd bij de professionals duurt een uur. Na twee gereden rondes berekent de organisatie het aantal rondes dat gereden moeten worden, zij proberen zo goed mogelijk een wedstrijdduur van een uur te halen. Dit kan echter iets meer of iets minder zijn. Bij wereldbekerwedstrijden rijdt men iets langer, dan rijden ze ongeveer een uur en nog een extra ronde.

## Krachtverhoudingen
Door de jaren heen zijn de Belgische en met name de Vlaamse veldrijders het internationale veldrijden gaan domineren: sinds 1998 werden 44 van de 63 podiumplaatsen op het WK voor de mannen elite door Belgen bezet, waarvan 15 maal een gouden medaille.
Vlaanderen kent vele kampioenen, zoals Wout van Aert en Toon Aerts. In het verleden werd het Belgische veldrijden aangevoerd door renners als de broers Roger en Erik De Vlaeminck, Albert Van Damme, Roland Liboton, Paul Herygers, Danny De Bie, Mario De Clercq, Erwin Vervecken, Bart Wellens, Niels Albert en Sven Nys.
De Belgische veldrijders ondervonden en ondervinden altijd veel concurrentie van de Nederlandse veldrijders. In het verleden waren dit onder andere Hennie Stamsnijder, Rein Groenendaal, Adrie van der Poel, Henk Baars, Richard Groenendaal, Gerben de Knegt en Lars Boom. Momenteel zijn de sterkste Nederlanders Mathieu van der Poel en Lars van der Haar.
Naast Belgen en Nederlanders spelen en speelden onder meer Tsjechen (Radomír Šimůnek, Zdeněk Štybar), Italianen (Renato Longo, Enrico Franzoi), Zwitsers (Albert Zweifel, Julien Taramarcaz en Marcel Wildhaber), Fransen (André Dufraisse, Francis Mourey en Clément Venturini) en Duitsers (Rolf Wolfshohl, Philipp Walsleben en Marcel Meisen) een rol van betekenis in het internationale veldrijden.

## Geschiedenis
Er bestaan verschillende verhalen over de oorsprong van het veldrijden. Volgens één ervan hielden Europese baanrenners in de vroege jaren 1900 wedstrijden tussen twee steden, waarbij het toegestaan was door velden te rijden en over omheiningen te springen. Bovendien zorgden de moeilijkere omstandigheden er dan voor dat ze meer intensief moesten rijden en dat ze hun rijkunst konden verbeteren.
De Fransman Daniel Gousseau zou de eerste cyclocrosswedstrijden georganiseerd hebben, en ook het eerste Franse nationale kampioenschap in 1902. Géo Lefèvre, die de Ronde van Frankrijk bedacht, speelde ook een belangrijke rol in de eerste jaren van deze sport.
De sport verspreidde zich daarna ook buiten Frankrijk. België organiseerde zijn eerste nationale kampioenschap in 1910, Zwitserland in 1912, Luxemburg in 1923, Spanje in 1929 en Italië in 1930.
In 1924 werd de eerste internationale wedstrijd, het Critérium International de Cyclo-cross, gehouden in Rijsel. Het eerste wereldkampioenschap werd gehouden in Parijs in 1950. Cyclocross werd in de jaren 70 ook populair in de Verenigde Staten. In 1975 werd daar het eerste nationale kampioenschap gehouden in Berkeley.
Zoals bij de meeste wielerdisciplines het geval is, staat veldrijden onder toezicht van de UCI.
Veel renners die op jonge leeftijd uit wisten te blinken in het veldrijden bleken later ook succesvolle wegrijders. Dat geldt bijvoorbeeld voor Lars Boom, Julian Alaphilippe, Wout van Aert, Mathieu van der Poel en Zdeněk Štybar.

## Vrouwen
Hoewel de aandacht vooral naar het veldrijden bij de mannen gaat, wordt de sport ook door vrouwen beoefend. De grote regelmatigheidscriteria hebben een competitie voor vrouwen opgezet. Doordat de competitie in toenemende mate media-aandacht krijgt, neemt de bekendheid en populariteit toe.
Zoals ook bij de mannen geldt er in het vrouwenveldrijden een felle concurrentiestrijd tussen de Belgische en de Nederlandse renners. Enkele Belgische veldrijdsters zijn: Ellen Van Loy, Sanne Cant, Jolien Verschueren en Loes Sels. Enkele Nederlandse veldrijdsters zijn: Ceylin del Carmen Alvarado, Yara Kastelijn, Lucinda Brand, Sabrina Stultiens, Sophie de Boer, Thalita de Jong, Daphny van den Brand en Marianne Vos.
Het deelnemersveld bij de vrouwen is internationaal met rensters uit het Verenigd Koninkrijk (Helen Wyman, Nikki Brammeier, Evie Richards), Frankrijk (Pauline Ferrand-Prévot), Italië (Eva Lechner, Alice Maria Arzuffi), Luxemburg (Christine Majerus), de Verenigde Staten (Katherine Compton, Ellen Noble, Kaitlin Keough), Tsjechië (Kateřina Nash, Pavla Havlíková), Duitsland (Hanka Kupfernagel, Sabine Spitz) en Zwitserland (Jolanda Neff). Veel veldrijdsters combineren het veldrijden met andere wielerdisciplines zoals het mountainbiken en het wegwielrennen.

## Seizoenen
| Seizoen   | Periode 'televisie' crossen          | Aantal 'televisie' crossen België | Aantal 'televisie' crossen België | Aantal 'televisie' crossen België | Aantal 'televisie' crossen België | Aantal 'televisie' crossen België | Aantal 'televisie' crossen België | Aantal 'televisie' crossen België | Aantal 'televisie' crossen België | Aantal 'televisie' crossen België | Aantal 'televisie' crossen België |
| Seizoen   | Periode 'televisie' crossen          | WK                                | EK                                | NK                                | WB                                | SP                                | Trofee                            | Exact                             | Soudal                            | Losse                             | Totaal                            |
| --------- | ------------------------------------ | --------------------------------- | --------------------------------- | --------------------------------- | --------------------------------- | --------------------------------- | --------------------------------- | --------------------------------- | --------------------------------- | --------------------------------- | --------------------------------- |
| 2024-2025 | 12 oktober 2024 - 23 februari 2025   | 1                                 | 1                                 | 1                                 | 11 12                             | 8                                 | 8                                 | 7                                 | –                                 |                                   | 37 38                             |
| 2023-2024 | 8 oktober 2023 - 25 februari 2024    | 1                                 | 1                                 | 1                                 | 14                                | 8                                 | 8                                 | 7                                 | –                                 | 3                                 | 43                                |
| 2022-2023 | 18 september 2022 - 26 februari 2023 | 1                                 | 1                                 | 1                                 | 14                                | 8                                 | 8                                 | 8                                 | –                                 | 2                                 | 43                                |
| 2021-2022 | 11 september 2021 - 20 februari 2022 | 1                                 | 1                                 | 1                                 | 15 16                             | 8                                 | 8                                 | 8                                 | –                                 | 2 6                               | 44 49                             |
| 2020-2021 | 4 oktober 2020 - 14 februari 2021    | 1                                 | 1                                 | 1                                 | 5 14                              | 8                                 | 8                                 | 8                                 | –                                 |                                   | 32 41                             |
| 2019-2020 | 14 september 2019 - 15 februari 2020 | 1                                 | 1                                 | 1                                 | 9                                 | 8                                 | 8                                 | 8                                 | 5                                 |                                   | 41                                |
| 2018-2019 | 16 september 2018 - 24 februari 2019 | 1                                 | 1                                 | 1                                 | 9                                 | 8                                 | 8                                 | 8                                 | 6                                 |                                   | 42                                |
| 2017-2018 | 10 september 2017 - 25 februari 2018 | 1                                 | 1                                 | 1                                 | 9                                 | 8                                 | 8                                 | 6                                 | 6                                 |                                   | 40                                |
| 2016-2017 | 11 september 2016 - 22 februari 2017 | 1                                 | 1                                 | 1                                 | 9                                 | 8                                 | 8                                 | 6                                 | 6                                 |                                   | 40                                |
| 2015-2016 | 16 september 2015 - 24 februari 2016 | 1                                 | 1                                 | 1                                 | 7                                 | 8                                 | 8                                 | –                                 | 6                                 |                                   | 32                                |
| 2014-2015 | 27 september 2014 - 22 februari 2015 | 1                                 | 1                                 | 1                                 | 6                                 | 8                                 | 8                                 | –                                 | 6                                 |                                   | 31                                |
| 2013-2014 | 28 september 2013 - 23 februari 2014 | 1                                 | 1                                 | 1                                 | 7                                 | 8                                 | 8                                 | –                                 | 5                                 |                                   | 31                                |
| 2012-2013 | 29 september 2012 - 24 februari 2013 | 1                                 | 1                                 | 1                                 | 8                                 | 8                                 | 8                                 | –                                 | 5                                 |                                   | 32                                |
| 2011-2012 | 24 september 2011 - 19 februari 2012 | 1                                 | 1                                 | 1                                 | 8                                 | 8                                 | 8                                 | –                                 | 5                                 |                                   | 32                                |
| 2010-2011 | 14 september 2010 - 20 februari 2011 | 1                                 | 1                                 | 1                                 | 8                                 | 8                                 | 8                                 | –                                 | 4                                 |                                   | 31                                |
| 2009-2010 | 13 september 2009 - 21 februari 2010 | 1                                 | 1                                 | 1                                 | 9                                 | 8                                 | 8                                 | –                                 | 2                                 |                                   | 30                                |
| 2008-2009 | 14 september 2008 - 22 februari 2009 | 1                                 | 1                                 | 1                                 | 10                                | 8                                 | 8                                 | –                                 | –                                 |                                   | 29                                |
| 2007-2008 | 16 september 2007 - 17 februari 2008 | 1                                 | 1                                 | 1                                 | 8                                 | 8                                 | 8                                 | –                                 | –                                 |                                   | 27                                |
| 2006-2007 |                                      | 1                                 | 1                                 | 1                                 | 11                                | 8                                 | 8                                 | –                                 | –                                 |                                   | 30                                |
| 2005-2006 |                                      | 1                                 | 1                                 | 1                                 | 10                                | 8                                 | 7                                 | –                                 | –                                 |                                   | 28                                |
| 2004-2005 |                                      | 1                                 | 1                                 | 1                                 | 11                                | 8                                 | 7                                 | –                                 | –                                 |                                   | 29                                |
| 2003-2004 |                                      | 1                                 | 1                                 | 1                                 | 6                                 | 8                                 | 7                                 | –                                 | –                                 |                                   | 24                                |
| 2002-2003 |                                      | 1                                 | –                                 | 1                                 | 5                                 | 8                                 | 7                                 | –                                 | –                                 |                                   | 22                                |
| 2001-2002 |                                      | 1                                 | –                                 | 1                                 | 6                                 | 8                                 | 7                                 | –                                 | –                                 |                                   | 23                                |
| 2000-2001 |                                      | 1                                 | –                                 | 1                                 | 6                                 | 8                                 | 7                                 | –                                 | –                                 |                                   | 23                                |
| 1999-2000 |                                      | 1                                 | –                                 | 1                                 | 6                                 | 11                                | 6                                 | –                                 | –                                 |                                   | 25                                |
| 1998-1999 |                                      | 1                                 | –                                 | 1                                 | 6                                 | 11                                | 6                                 | –                                 | –                                 |                                   | 25                                |
| 1997-1998 |                                      | 1                                 | –                                 | 1                                 | 6                                 | 9                                 | 8                                 | –                                 | –                                 |                                   | 25                                |
| 1996-1997 |                                      | 1                                 | –                                 | 1                                 | 6                                 | 9                                 | 7                                 | –                                 | –                                 |                                   | 24                                |
| 1995-1996 |                                      | 1                                 | –                                 | 1                                 | 7                                 | 10                                | 8                                 | –                                 | –                                 |                                   | 27                                |
| 1994-1995 |                                      | 1                                 | –                                 | 1                                 | 5                                 | 9                                 | 8                                 | –                                 | –                                 |                                   | 24                                |
| 1993-1994 |                                      | 1                                 | –                                 | 1                                 | 5                                 | 9                                 | 7                                 | –                                 | –                                 |                                   | 23                                |
| 1992-1993 |                                      | 1                                 | –                                 | 1                                 | –                                 | 11                                | 8                                 | –                                 | –                                 |                                   | 21                                |
| 1991-1992 |                                      | 1                                 | –                                 | 1                                 | –                                 | 11                                | 7                                 | –                                 | –                                 |                                   | 20                                |
| 1990-1991 |                                      | 1                                 | –                                 | 1                                 | –                                 | 11                                | 5                                 | –                                 | –                                 |                                   | 18                                |
| 1989-1990 |                                      | 1                                 | –                                 | 1                                 | –                                 | 11                                | 5 6                               | –                                 | –                                 |                                   | 18 19                             |
| 1988-1989 |                                      | 1                                 | –                                 | 1                                 | –                                 | 10                                | 7                                 | –                                 | –                                 |                                   | 19                                |
| 1987-1988 |                                      | 1                                 | –                                 | 1                                 | –                                 | 10                                | 7                                 | –                                 | –                                 |                                   | 19                                |
| 1986-1987 |                                      | 1                                 | –                                 | 1                                 | –                                 | 8                                 | 7                                 | –                                 | –                                 |                                   | 17                                |
| 1985-1986 |                                      | 1                                 | –                                 | 1                                 | –                                 | 7                                 | –                                 | –                                 | –                                 |                                   | 9                                 |
| 1984-1985 |                                      | 1                                 | –                                 | 1                                 | –                                 | 8                                 | –                                 | –                                 | –                                 |                                   | 10                                |
| 1983-1984 |                                      | 1                                 | –                                 | 1                                 | –                                 | 6                                 | –                                 | –                                 | –                                 |                                   | 8                                 |
| 1982-1983 |                                      | 1                                 | –                                 | 1                                 | –                                 | 4                                 | –                                 | –                                 | –                                 |                                   | 6                                 |
| Seizoen   | Datum                                | WK                                | EK                                | NK                                | WB                                | SP                                | Trofee                            | Exact                             | Soudal                            | Losse                             | Totaal                            |
| Seizoen   | Datum                                | Aantal 'televisie' crossen België |                                   |                                   |                                   |                                   |                                   |                                   |                                   |                                   |                                   |

## Overzichten
- Lijst van veldrijders

Kampioenschappen:  Wereldkampioenschappen ·
 Europese kampioenschappen ·
 Pan-Amerikaanse kampioenschappen
 België ·
 Canada ·
 Denemarken ·
 Duitsland ·
 Finland ·
 Frankrijk ·
 Hongarije ·
 Ierland ·
 Italië ·
 Japan ·
 Kroatië ·
 Luxemburg ·
 Nederland ·
 Nieuw-Zeeland ·
 Noorwegen ·
 Oostenrijk ·
 Polen ·
 Servië ·
 Slowakije ·
 Spanje ·
 Tsjechië ·
 Verenigd Koninkrijk ·
 Verenigde Staten ·
 Zweden ·
 Zwitserland
Klassementen:  Wereldbeker ·
 Superprestige ·
 X²O Badkamers Trofee ·
 HSF System Cup ·
 USCX Series ·
 Coupe de France ·
 National Trophy Series ·
 Giro d'Italia Ciclocross ·
 Copa de España ·
 New England Series ·
 Swiss Cyclocross Cup
Overig:  Exact Cross
Voormalig:  EKZ CrossTour ·  Rectavit Series ·  US Cup
1982-1983 · 
1983-1984 · 
1984-1985 · 
1985-1986 · 
1986-1987 · 
1987-1988 · 
1988-1989 · 
1989-1990 · 
1990-1991 · 
1991-1992 · 
1992-1993 · 
1993-1994 · 
1994-1995 · 
1995-1996 · 
1996-1997 · 
1997-1998 · 
1998-1999 · 
1999-2000 · 
2000-2001 · 
2001-2002 · 
2002-2003 · 
2003-2004 · 
2004-2005 · 
2005-2006 · 
2006-2007 · 
2007-2008 · 
2008-2009 · 
2009-2010 · 
2010-2011 · 
2011-2012 · 
2012-2013 · 
2013-2014 · 
2014-2015 · 
2015-2016 · 
2016-2017 · 
2017-2018 · 
2018-2019 · 
2019-2020 · 
2020-2021 · 
2021-2022 · 
2022-2023 ·
2023-2024 ·
2024-2025
1993-1994 · 1994-1995 · 1995-1996 · 1996-1997 · 1997-1998 · 1998-1999 · 1999-2000 · 2000-2001 · 2001-2002 · 2002-2003 · 2003-2004 · 2004-2005 · 2005-2006 · 2006-2007 · 2007-2008 · 2008-2009 · 2009-2010 · 2010-2011 · 2011-2012 · 2012-2013 · 2013-2014 · 2014-2015 · 2015-2016 · 2016-2017 · 2017-2018 · 2018-2019 · 2019-2020 · 2020-2021 · 2021-2022 · 2022-2023 · 2023-2024 · 2024-2025
1982-1983 · 1983-1984 · 1984-1985 · 1985-1986 · 1986-1987 · 1987-1988 · 1988-1989 · 1989-1990 · 1990-1991 · 1991-1992 · 1992-1993 · 1993-1994 · 1994-1995 · 1995-1996 · 1996-1997 · 1997-1998 · 1998-1999 · 1999-2000 · 2000-2001 · 2001-2002 · 2002-2003 · 2003-2004 · 2004-2005 · 2005-2006 · 2006-2007 · 2007-2008 · 2008-2009 · 2009-2010 · 2010-2011 · 2011-2012 · 2012-2013 · 2013-2014 · 2014-2015 · 2015-2016 · 2016-2017 · 2017-2018 · 2018-2019 · 2019-2020 · 2020-2021 · 2021-2022 · 2022-2023 · 2023-2024 · 2024-2025
1987-1988 · 1988-1989 · 1989-1990 · 1990-1991 · 1991-1992 · 1992-1993 · 1993-1994 · 1994-1995 · 1995-1996 · 1996-1997 · 1997-1998 · 1998-1999 · 1999-2000 · 2000-2001 · 2001-2002 · 2002-2003 · 2003-2004 · 2004-2005 · 2005-2006 · 2006-2007 · 2007-2008 · 2008-2009 · 2009-2010 · 2010-2011 · 2011-2012 · 2012-2013 · 2013-2014 · 2014-2015 · 2015-2016 · 2016-2017 · 2017-2018 · 2018-2019 · 2019-2020 · 2020-2021 · 2021-2022 · 2022-2023 · 2023-2024 · 2024-2025